# Offene Rennbahn Oerlikon

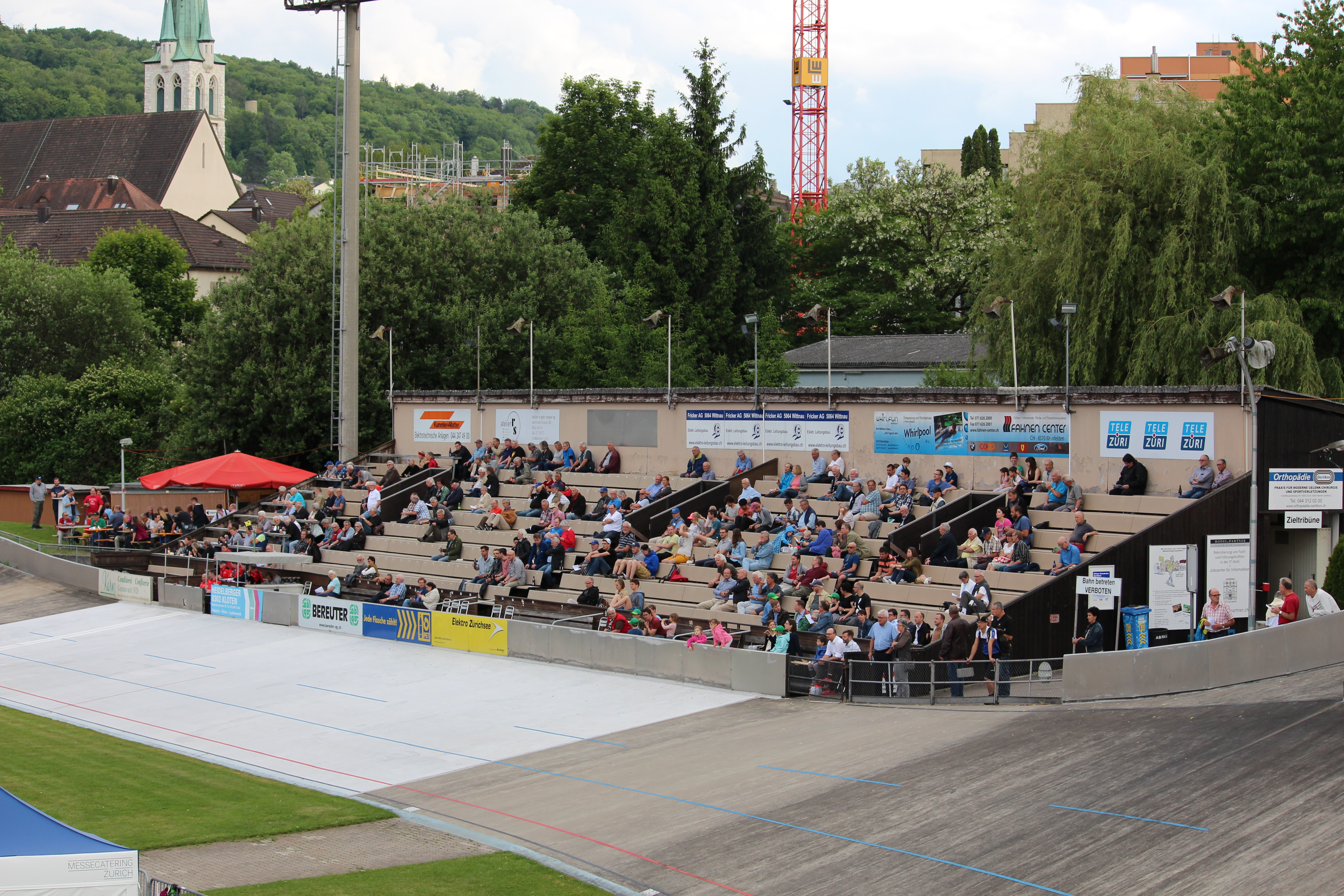
Tribüne der Radrennbahn (2017)

Die offene Rennbahn Oerlikon ist eine Radrennbahn im Zürcher Ortsteil Oerlikon. Sie wurde im August 1912 fertiggestellt und ist damit die älteste in Betrieb stehende Sportanlage der Schweiz. Die weltweit erste Spannbetonkonstruktion war für damalige Verhältnisse ein architektonisches Meisterwerk. Die Bahn hat eine Länge von 333 Metern und eine Kurvenneigung von 44,5 Grad. Die Tribünen bieten Platz für ca. 3000 Zuschauer. Auf der Radrennbahn werden Wettkämpfe in den verschiedenen Disziplinen des Bahnradsports ausgetragen.

## Geschichte

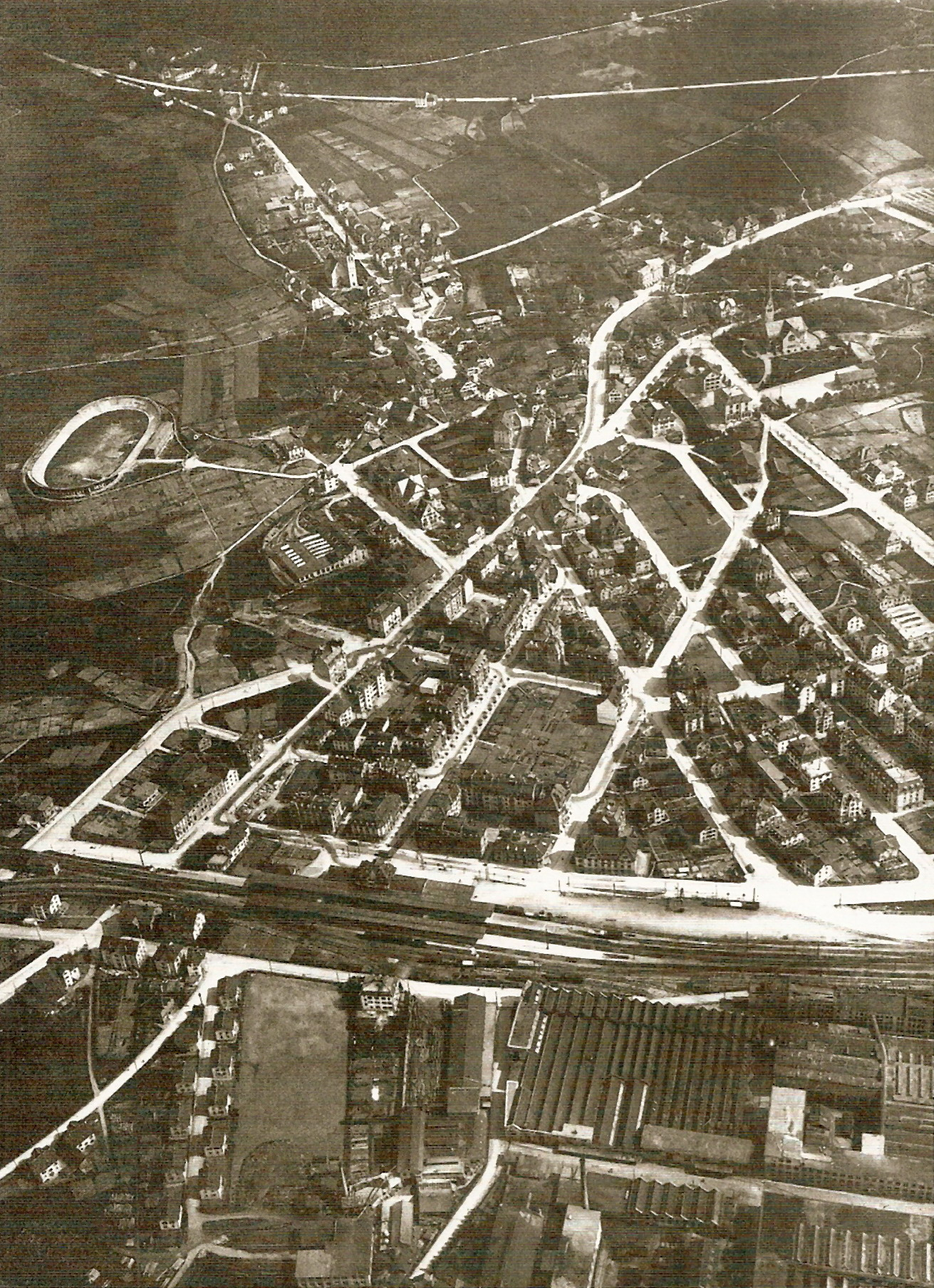
Oerlikon auf einer Luftbildfotografie von Walter Mittelholzer, am linken Bildrand die offene Rennbahn Oerlikon (vor 1920)

Die Velorennbahn Hardau war die erste Radrennbahn in Zürich. Die 400 Meter lange Bahn wurde von 1892 bis 1911 genutzt, war aber wegen der wenig überhöhten Kurven dieser einfachen Erdwall-Konstruktion für die in Mode kommenden Steherrennen ungeeignet.
1912 wurde diese Bahn von der neuen, im Hochbau erstellten Bahn in Oerlikon abgelöst. Für die Wahl des neuen Standorts hatte sich mindestens der Direktor des privaten Oerlikertrams eingesetzt; ab Eröffnung im Jahr 1912 strömten an den Wochenenden Tausende zu den Veranstaltungen nach Oerlikon.
1923 wurden auf der Rennbahn erstmals Bahn-Radweltmeisterschaften durchgeführt. In den Jahren 1929, 1936, 1946, 1953, 1961 und 1983 war die Bahn ebenfalls Austragungsort für Weltmeisterschaften. Damit fanden insgesamt nur auf der 1967 abgerissenen Radrennbahn Stade vélodrome du Parc des Princes in Paris mehr Weltmeisterschaften statt als in Zürich-Oerlikon. Zwischen 1988 und 1990 wurde dreimal das CSI Zürich in der offenen Rennbahn ausgetragen.
Die Anlage wurde seit ihrem Bestehen mehrmals saniert, u. a. auch von der bekannten Rennfahrer- und Architektenfamilie Schürmann. Das Volk hat sich bei Abstimmungen in der Vergangenheit mehrmals für ein Fortbestehen der Bahn ausgesprochen und gegen den Bau eines Hallenbads, eines Altersheims oder eines Eishockeystadions. Zuvor war in Planungen für abgelehnte Projekte schon mehrfach mit dem Areal geliebäugelt worden, so als U-Bahn-Bahnhof, als Olympiadorf oder zur Erweiterung der Messe. Letztmals war eine Zeit lang die Zukunft ungewiss, als der Zürcher Stadtrat das Gelände für ein neues Eishockey-Stadion nutzen wollte als Ersatz für das benachbarte Hallenstadion, das von anderen Veranstaltungen besser ausgelastet werden könnte. Schlussendlich wurde das neue Eishockeystadion Swiss Life Arena in Altstetten gebaut.
In den Wintermonaten 2019/20 wurde die Bahn für 4,9 Millionen Schweizer Franken saniert, musste aber anschliessend zunächst wegen der COVID-19-Pandemie geschlossen bleiben.
Nach Angabe des Tages-Anzeigers aus dem Jahr 2022 gebe es beim Hochbauamt keine konkreten Projekte für eine neue Nutzung, nach der Sanierung 2020 war die Nutzung bis 2030 gesichert. 
Das Zeitfahren der Damen und der Männer der Straßenradsport-Weltmeisterschaften 2024 startete auf der Offenen Rennbahn.
Im September 2024 wurde im Gemeinderat der Stadt Zürich eine parteiübergreifende Motion eingereicht, welche die Umzonung des Areals von der Bauzone in die Erholungszone forderte, dies, um den Erhalt der Bahn langfristig zu sichern. In der Antwort betonte der Stadtrat, der Schutzwert der Anlage sei unbestritten, eine Umzonung alleine schütze jedoch keine Anlage und behindere gleichzeitig eine «bauliche Entwicklung» zum Beispiel in Kombination mit einer Schule, womit das Grundstück besser ausgenutzt und damit auch erhalten würde. Der Gemeinderat überwies im April 2025 eine Motion zum «zwingenden» Erhalt der Rennbahn wenn möglich für immer.

## Erfolgreiche Radrennfahrer
Viele Rennfahrer begannen auf der offenen Rennbahn Oerlikon ihre Karriere. Insgesamt hat die Rennbahn elf Weltmeister hervorgebracht, die den Titel teilweise mehrfach gewannen.
Bereits in den 1920er-Jahren reüssierten Ernst Kaufmann und Paul Suter (Steher) als Weltmeister. In den 1940- und 1950er-Jahren waren Oscar Plattner, Hugo Koblet, Ferdy Kübler und Walter Bucher (Steher) erfolgreiche Lokalmatadoren und WM-Medaillengewinner. Sie lösten damit eine Radsport-Euphorie in der Schweiz aus. Für sportliche Glanzleistungen sorgten Robert Dill-Bundi, Urs Freuler und Max Hürzeler (Steher) und Kurt Betschart sowie Bruno Risi und Franco Marvulli mit dem mehrfachen Gewinn des WM-Titels in ihrer jeweiligen Bahnradsport-Disziplin.
Auf dem Areal der Rennbahn befindet sich seit 2004 die Kunstgalerie KUNSTKABINE des Illustrators und ehemaligen Radrennfahrers Marc Locatelli. Die zwei Kubikmeter grosse Galerie befindet sich in einer ehemaligen Telefonkabine. Es werden ausschliesslich Kunstausstellungen mit dem Radsport als Thema gezeigt. Die Galerie ist von Mai bis September geöffnet.
Im August 2012 feierte die offene Rennbahn ihr hundertjähriges Bestehen.

## Rennbetrieb
Der Betrieb wird von der Interessengemeinschaft Offene Rennbahn (IGOR) und ihrem Präsidenten Alois Iten geleitet. Seit 2002, von Mai bis September veranstaltet Iten bei guter Witterung die Dienstagabendrennen. 2022 erhielt Iten dafür den Sportförderpreis der Stadt Zürich. Zu Beginn hatte sich die Stadt noch geweigert, die Bahn an die IG zu vermieten, aus Angst, diese könne die Miete nicht bezahlen, weshalb offiziell Swiss Cycling eingesprungen war. Daneben ist die Radrennbahn Ort für verschiedene Veranstaltungen wie das Spektakel «Indianapolis in Oerlikon», das 2016 zum 14. Male ausgetragen wurde und bei dem historische Rennwagen und Motorräder ausgestellt und vorgeführt werden.